# Arvid Kinder
Arvid Kinder (* 6. Dezember 1980 in Berlin) ist ein deutscher Volleyball- und Beachvolleyballspieler.

## Karriere Halle
Kinder begann seine Karriere in der Hauptstadt bei der SG Rupenhorn. 1997 spielte er beim Post SV Berlin erstmals in der Bundesliga. Über Eintracht Innova kam er zu den Volley Dogs Berlin. Von dort wechselte der als Außenangreifer und Libero einsetzbare Spieler 2005 zu den Netzhoppers Königs Wusterhausen, wo er bis 2015 spielte und dann in die Geschäftsführung des Vereins wechselte.

## Karriere Beach
Kinder begann 1997 mit dem Spiel im Sand. Mit seinem Partner Leonard Waligora erreichte er 2003 den neunten Rang bei der deutschen Meisterschaft. 2004 verbesserte sich das Duo auf den siebten Platz. Neunte Plätze bei der deutschen Meisterschaft gab es für Kinder 2006 mit Waligora und 2007 mit seinem neuen Partner Raimund Wenning. 2009 trat er mit Matthias Penk an und kam in Timmendorfer Strand auf den 13. Platz.